# Ugandatrichia kerdmuang
Ugandatrichia kerdmuang är en nattsländeart som beskrevs av Malicky och Chantaramongkol 1991. Ugandatrichia kerdmuang ingår i släktet Ugandatrichia och familjen smånattsländor. Inga underarter finns listade i Catalogue of Life.